# Benigno
El vocablo benigno (de la raíz latina bene-: ‘menos malo’, y -genus: ‘nacido’) es un término polivalente (refiere a benigno), y se emplea con una denotación específica de término médico para describir una enfermedad que cursa de manera media no progresiva. El término es muy familiar como descriptor de tumores no cancerígenos (no malignos) o neoplasmas, pero puede referirse también a otros padecimientos promedio.
Los usos de benigno en oncología:
- Tumor benigno, generalmente sinónimo de neoplasma benigno o neoplasia.

Los trastornos no oncológicos referidos a benigno:
- Hipertensión intracraneal benigna
- Vértigo posicional paroxístico benigno
- Hipertrofia benigna de próstata
- Malaria benigna (Malaria causada específicamente por Plasmodium vivax o Plasmodium ovale)

- Datos: Q11680195
- Multimedia: Benign neoplasms / Q11680195